# CONST Literary (P)review
CONST Literary (P)review (CLP) var en tidskrift för samtida svensk skönlitteratur som gavs ut under början av 2010-talet. Samtliga texter i tidskriften publicerades på såväl svenska som engelska. 

## Om tidskriften
Tidskriften grundades och drevs av Ida Therén och Maria Mårsell. CLP publicerades i sammanlagt fem tryckta nummer, från april 2012 till november 2014.
I varje nummer presenterades vid sidan om artiklar om samtida skönlitteratur även en eller flera samtida svenska konstnärer. I tidskriften publicerades varje text på såväl svenska som engelska.
Tidskriften blev uppmärksammad och vann bland annat "Bästa litteratur" på Nöjesguidens Stockholmspris 2012.